# Métricas Frías
Santiago Marín Villa (Envigado, 22 de julio de 1994-Manizales, 26 de agosto de 2022), más conocido como Métricas Frías o Sadman, fue un compositor y rapero colombiano.

## Biografía
Nació en Envigado. Desde su adolescencia se radicó en Medellín. Se inició en 2010 empezó a componer rap como freestyler y asistiendo a batallas del Freestyle local. En 2011, con Mañas Ru-Fino, formaría el grupo musical Doble Porción, un año más tarde lanzando su primer álbum El abrebocas que mostraría a la vez que desarrollaría la esencia e identidad musical del grupo. Doble Porción hizo parte junto a Gordo Sarkasmus (Zof Ziro y Granuja), No Rules Clan (Sison Beats y Anyone/Cualkiera), Al Baro, Rapiphero y El José del colectivo Moebiuz (abreviado MBZ), qué marcaría una novedosa época del rap colombiano que acogió millones de oyentes, se le refería constantemente a este movimiento como el Rap de la Montaña. Más tarde, del colectivo se separarían No Rules Clan y Al Baro, y se sumaría Crudo Means Raw. En la segunda mitad de la década Métricas Frías tendría una dedicada carrera discográfica en que lanzaría 4 proyectos en solitario, 3 como Doble Porción y un disco de larga duración con Granuja, así como numerosos sencillos y colaboraciones con artistas de la talla de Crudo Means Raw, Zof Ziro, Ali A.K.A. Mind, N. Hardem, Foyone, Delaossa, Akapellah, Thomas Parr, Jonas Sanche, Gordo Sarkasmus, entre otros.

## Discografía
En solitario:
EP
Pa' que estos demonios alcancen el cielo (2019)
LPs
Serenata sin mariachis (2016)
Después de muertos (2021)
No fear (2022)
Niño Caos (2023)
Como Doble Porción:
EP
El abrebocas (2012)
LPs
Manzanas a la Vuelta (2016)
Pineal (2019)
Juegos de Azar (2020)
De Por Vida (2023)
Con Granuja: Oculto (2020)
Con 'La Gra$a sacó en 2018 el proyecto homónimo, acompañado de Crudo, Zof Ziro, Granuja y Mañas, y con colaboraciones de Vic Deal y Luis7Lunes.
Tuvo participaciones notables como en Cine Negro (2014) de N Hardem y Rap y Hierbas (2016) de Granuja, entre otros proyectos a los que aportó sus versos.

## Fallecimiento
El 26 de agosto de 2022, la agrupación musical Doble Porción, de la cual el artista formaba parte, emitió un comunicado oficial en el que se confirmó su fallecimiento. Según la información divulgada por el grupo, la causa del deceso fue un suicidio.
No obstante, hasta la fecha no se han dado a conocer detalles precisos ni se ha esclarecido públicamente el método que habría sido utilizado, manteniéndose así en total privacidad, por respeto a su familia y su círculo más íntimo.